# Réseau Express Régional

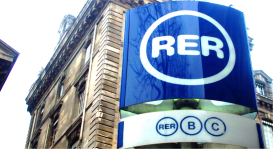
Az RER logója

Az RER (IPA: ɛʀøɛʀ, a francia Réseau Express Régional rövidítése, magyarul am. „regionális gyorsvasúthálózat”) az Île-de-France régióban, azaz Párizsban és az agglomerációjában működő gyorsvasút.
Átmenetet képez vagy inkább magába foglalja a modern városközponti földalattit és a regionális vasúti rendszert. Ennek megfelelően a francia fővároson belül számos ponton kapcsolódik a metróhálózathoz. Az eredeti belső részt 1962 és 1977 között építették ki, és számos szokatlanul mély állomást is magában foglal. Jelenleg is bővítik, az E vonal például 1999-ben nyílt meg. Öt vonala van: A, B, C, D, E.
257 állomása van 587 kilométernyi pályaszakaszon, ebből 33 alkalommal magán Párizson belül áll meg. A hibrid jelleg miatt kezelése és fenntartása megoszlik a városi közlekedési társaság (RATP) és a nemzeti vasúttársaság (SNCF) között.
2004-ben vonalain 782,9 millió utazást bonyolítottak le.

## Története

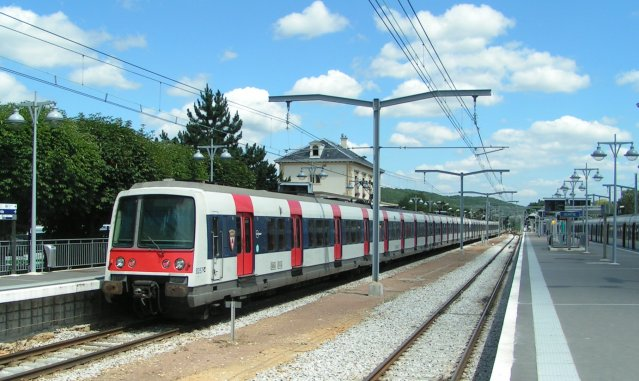
Egy RER-szerelvény Saint-Rémy-lès-Chevreuse állomáson (B vonal)

Az RER eredetét 1936-ra lehet visszavezetni, amikor a Compagnie du Chemin de Fer Métropolitain de Paris (CMP) vállalat számára Henri Ruhlmann és Marc Langewin tervet készített egy földalatti gyorsvasútról, egy expressz metróról. A második világháborút követően a CMP utódszervezete, a mai napig is aktív párizsi közlekedési vállalat, az RATP az 1950-es években újraélesztette ezt a tervezetet. 1960-ban egy minisztériumközi bizottság eldöntötte, hogy megkezdődhet az első, kelet–nyugati irányú vonal építése. Az új vonal üzemeltetését az RATP kapta meg, és az SNCF átadta a nyugat-párizsi Saint-Germain-en-Laye-vonal illetve a kelet-párizsi Vincennes-vonal üzemeltetési jogát.
Az igen gyerekcipőben járó, és akkor még névtelen RER-t az 1965-ös városi területrendezési tervben egy H alakú hálózatként képzelték el, két észak–dél irányú vonallal és egy kelet–nyugati vonallal. Napjainkig csupán egyetlenegy olyan észak–déli vonal készült el, amely áthalad a Szajna bal partján, bár a párizsi metró legújabb, 13-as vonala egy bizonyos szempontból beleillik ebbe a tervbe.

## Vonalak

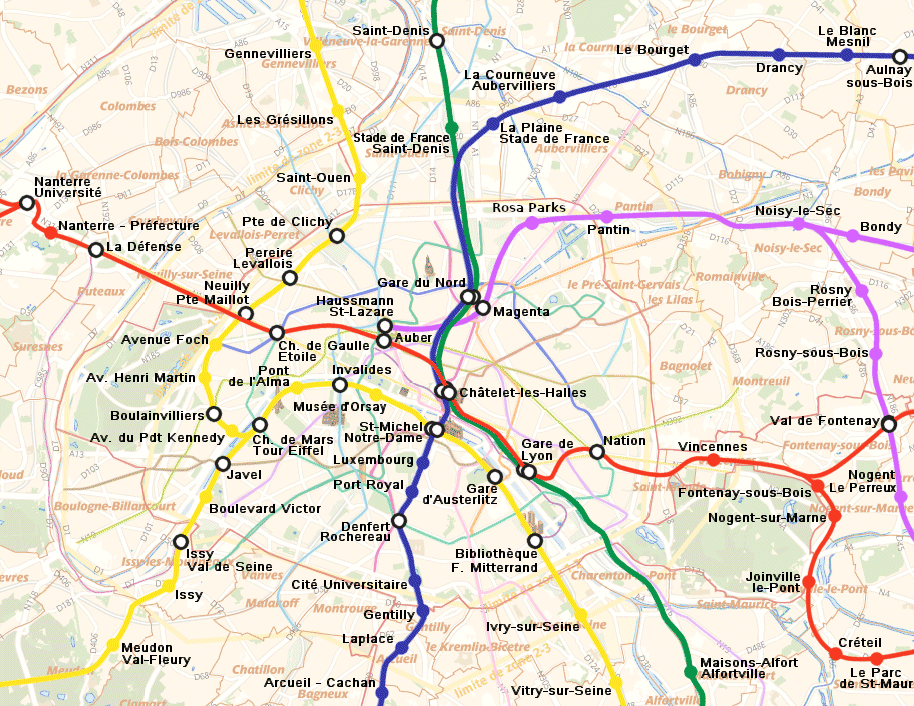
A RER központi hálózata földrajzilag pontos méretarányban

A hálózat térképe, amely Île-de-France körvonalát mutatja.

| Vonal | Szín | Átadás | Állomások száma | Hosszúság | Üzemeltető |
| ----- | ---- | ------ | --------------- | --------- | ---------- |
| A     |      | 1969   | 46              | 109 km    | RATP/SNCF  |
| B     |      | 1977   | 47              | 80 km     | RATP/SNCF  |
| C     |      | 1979   | 86              | 186 km    | SNCF       |
| D     |      | 1987   | 58              | 190 km    | SNCF       |
| E     |      | 1999   | 21              | 52 km     | SNCF       |

## Járművek
| Sorozat       | Fotó | Járat |
| ------------- | ---- | ----- |
| Z 20900       |      | C     |
| Z 5300        |      | D     |
| Z 5600        |      | C, D  |
| Z 8800        |      | C     |
| Z 20500       |      | C, D  |
| Z 22500       |      | E     |
| MI 2N Altéo   |      | A     |
| MI 09         |      | A     |
| Z 8100/Z 8400 |      | A, B  |
| MS 61         |      | A     |